# Унтерварнов
Унтерварнов (нем. Unterwarnow) — лиман, залив или эстуарий реки Варнов в Мекленбурге (северная Германия), связанный с Балтийским морем в Варнемюнде. На берегах лимана расположен город Росток.
Переходя в лиман, Варнов расширяется более чем в 10 раз. В северной части Унтерварнов сильно расширяется, образуя озеро Брайтлинг. Дно песчаное, местами каменистое. Ширина эстуария варьируется от 100 м до 1 км (если включать Брайтлинг — то до 3,6 км), его площадь составляет около 12,6 км². Глубина на мелких участках составляет менее 2 м, а в углублённой сухододной части — до 14,5 м. 74 % берегов застроены. Амплитуда прилива менее 20 см.
Унтерварнов относится к 2 зоне европейских внутренних водных путей (высота волны до 1,2 м). В устье русло углублено для прохода судов (т. н. «Морской канал», нем. Der Seekanal). 37 % водной поверхности используется для судоходства и портовых нужд.
Согласно измерениям 2014—2018 годов, средняя концентрация азота составляет 1,31 мг/л; средняя концентрация фосфора — 0,0477 мг/л. Воды эстуария загрязнены полициклическими ароматическими углеводородами (ПАУ, до 2,5 мг/л), их концентрация превышает норму.
Развито рыболовство.